# Манич-Гудило
Манич-Гудило (рус. Маныч-Гудило) је језеро у Русији. Налази се на територији Калмикије, Ставропољске Покрајине и Ростовске области. Површина језера износи 344 km².